# 中国科学院南京地理与湖泊研究所
中国科学院南京地理与湖泊研究所是中华人民共和国地理与湖泊研究机构，是中国科学院的直属研究单位。

## 历史沿革
1940年8月，中国地理研究所在重庆北碚成立。1947年夏迁往南京。
1953年正式改建为中国科学院地理研究所。1958年，研究所主体迁往北京，成立中国科学院地理科学与资源研究所；大地测量组迁往武汉，建立中国科学院测量制图研究所；部分研究人员留在南京，建立中国科学院南京地理研究所。1987年10月改为现名。